# My Heart Belongs to Daddy
"My Heart Belongs to Daddy" é uma canção composta por Cole Porter, para o musical de 1938 Leave It to Me! que estreou em 9 de novembro daquele ano. Foi originalmente interpretada por Mary Martin, que fez ali o papel de Dolly Winslow, jovem protegida por um rico editor de jornal.

Marilyn Monroe interpreta a canção no filme Let's Make Love (1960).